# Brachirus annularis
Brachirus annularis és un peix teleosti de la família dels soleids i de l'ordre dels pleuronectiformes que es troba a les costes del nord-oest d'Austràlia i Japó. Va ser descrit pel zoòleg americà Henry Weed Fowler el 1934.